# NGC 6082
NGC 6082 is een niet-bestaand object in het sterrenbeeld Schorpioen. Het hemelobject werd op 7 juni 1837 ontdekt door de Britse astronoom John Herschel.